# David Brooks (futebolista)
David Robert Brooks (Warrington, 8 de julho de 1997) é um futebolista que atua como extremo ou médio-ofensivo. Atualmente joga no Southampton, emprestado pelo Bournemouth. Representou tanto Inglaterra a nível Sub-20 como País de Gales a nível Sub-21, antes de fazer a sua estreia internacional sénior pela Seleção Galesa, em 2017.

## Carreira Clubística

### Início de Carreira
Brooks nasceu em Warrington, Cheshire.[carece de fontes?] Jogou na academia do Manchester City desde os 7 anos de idade, antes de se mudar para a academia do Sheffield United em 2014. Assinou contrato profissional pelos Blades em março de 2015. A 29 de agosto de 2015, foi emprestado por 1 mês ao Halifax Town, da National League (5ª divisão inglesa). O empréstimo acabou por ser prolongado por 1 mês adicional. Brooks fez 5 jogos pelo Halifax, marcando 1 golo contra o Aldershot Town.

### Sheffield United
A 30 de agosto de 2016, Brooks estreou-se pela equipa principal do Sheffield United, entrando aos 63 minutos de jogo como suplente de Matt Done, num empate por 0–0 contra o Leicester City Sub-23, numa partida da fase de grupos do EFL Trophy. Estreou-se como titular na jornada seguinte da competição, a 4 de outubro, numa derrota por 2–1 para o Walsall. Após o jogo, o treinador Chris Wilder disse: "Acho que é difícil para um jovem jogador impressionar quando os jogadores à sua volta não estão a jogar bem". Quatro dias depois, Brooks foi convocado por Chris Coleman para a Seleção Nacional do País de Gales. 
A 27 de outubro de 2017, Brooks marcou o seu primeiro golo como sénior, 6 minutos após entrar como suplente frente o Leeds United, selando a vitória do Sheffield United por 2–1.
Em outubro de 2017, Brooks renovou com o Sheffield United, vinculando o seu futuro ao clube até ao verão de 2021.

### AFC Bournemouth

#### 2018–19
Em julho de 2018, Brooks transferiu-se para o AFC Bournemouth, da Premier League, a troco de 11,5 milhões de libras. Assinou um contrato de 4 épocas com o clube, sendo-lhe atribuída a camisola 20. A 11 de agosto de 2018, Brooks estreou-se na Premier League, sendo titular no primeiro jogo da temporada, uma vitória por 2–0 sobre o Cardiff City. A 1 de outubro, estreou-se a marcar pelo Bournemouth e na Premier League, numa vitória por 2–1 sobre o Crystal Palace.
Ainda no mês de outubro, Brooks voltou a marcar em vitórias fora de casa sobre Watford (4–0) e Fulham (3–0). Este momento de forma levou a que recebesse o prémio de Jogador do Mês do Bournemouth em outubro.
O bom momento de forma de Brooks manteve-se, bisando pela primeira vez na carreira numa vitória por 2–0 sobre o Brighton & Hove Albion, a 22 de dezembro. O treinador Eddie Howe confessou-se, após o jogo, "agradavelmente surpreendido" pelo início de carreira de Brooks no clube, elogiando a sua atitude e compreensão tática do estilo de jogo do Bournemouth. O seu desempenho no mês de dezembro levou a que Brooks fosse novamente eleito Jogador do Mês do clube. A 30 de janeiro de 2019, Brooks marcou o segundo golo numa vitória por 4–0 sobre o Chelsea, complementando uma exibição impressionante contra um dos tradicionais "grandes" do futebol inglês.
Em março de 2019, Brooks assinou um novo contrato de longa duração pelo Bournemouth. Howe afirmou: "Este contrato significa que ele pode concentrar-se em desenvolver as suas capacidades conosco. Foi um excelente início de carreira no Bournemouth para o David."
A 13 de abril, Brooks marcou numa vitória por 5–0 sobre o Brighton. O jovem completou a sua primeira temporada no Bournemouth com 7 golos em 33 jogos em todas as competições. Graças ao seu desempenho na época 2018-2019, Brooks foi nomeado para o prémio de Jovem Jogador do Ano da PFA, juntamente com Raheem Sterling, Bernardo Silva, Marcus Rashford, Trent Alexander-Arnold e Declan Rice.

#### 2019–20
Num amigável de pré-época contra o Brentford, Brooks sofreu uma lesão no tornozelo que, supostamente, o afastaria dos relvados até meados de outubro. Em dezembro de 2019, ainda não recuperado, foi submetido a uma segunda operação ao tornozelo, com o seu regresso agendado para meados de março. Em fevereiro, falando sobre a lesão, Brooks revelou que "[eu] não sabia que seriam 6 meses de pausa, e acho que os fisioterapeutas também não".
A 11 de março, Brooks regressou aos treinos do Bournemouth, após quase 8 meses lesionado. O seu primeiro golo da temporada surgiu a 15 de julho, numa derrota por 2–1 frente ao Manchester City. Brooks terminou a época 2019–20 com 1 golo em 9 jogos no campeonato, com o Bournemouth a descer para o Championship após 5 anos Premier League.

#### 2020-21
Na primeira jornada do Championship 2020–21, Brooks entrou como suplente numa vitória do Bournemouth por 3–2 sobre o Blackburn Rovers. Brooks marcou os primeiros golos da temporada, um bis, numa vitória por 3–1 sobre o Birmingham City. Em novembro, Brooks recebeu o prémio de Jogador do Mês do Championship após somar 2 golos e 3 assistências em 3 jogos.

#### 2021–22
A 14 de agosto, Brooks recebeu o primeiro cartão vermelho da sua carreira sénior (devido a duplo amarelo) numa vitória por 2–1 sobre o Nottingham Forest, no Championship, tendo marcado também o primeiro golo da partida.

## Carreira Internacional
Brooks era elegível para representar o seu país natal - Inglaterra - e o País de Gales, país de origem da sua mãe, que nasceu em Llangollen.
A 15 de maio de 2017, Brooks foi convocado pela Seleção Sub-20 do País de Gales para o Torneio de Toulon de 2017. No entanto, optou por aceitar a convocatória da Seleção Sub-20 de Inglaterra para o mesmo torneio. A Inglaterra venceu o torneio, Brooks marcou na final e recebeu o prémio de Melhor Jogador.
A 25 de agosto de 2017, Brooks foi convocado pela Seleção Sub-21 do País de Gales para jogos de qualificação para o Euro Sub-21 de 2021 contra Suíça e Portugal. Brooks estreou-se pela seleção a 1 de setembro de 2017, marcando o 2º golo numa vitória por 3–0 sobre a Suíça.
A 28 de setembro de 2017, foi convocado pela seleção principal do País de Gales, para jogos de qualificação para o Mundial 2018 contra Geórgia e Irlanda. Brooks estreou-se pelos galeses a 10 de novembro de 2017, entrando como suplente numa derrota por 2–0 contra França.
A 8 de junho de 2019, Brooks marcou o seu primeiro golo pelo País de Gales, numa derrota por 2–1 frente à Croácia, após entrar como suplente.
Em maio de 2021, Brooks foi convocado por Rob Page, selecionador interino do País de Gales, para o Euro 2020.

## Vida Pessoal
A 13 de outubro de 2021, foi anunciado que Brooks tinha sido  diagnosticado com linfoma de Hodgkin em estadio 2. Na semana anterior, Brooks tinha abandonado o estágio da seleção galesa devido a doença. Após a realização de um exame médico pela equipa médica da seleção, foi feito o diagnóstico. O prognóstico inicial era positivo, e Brooks iniciou o tratamento na semana seguinte.
A 3 de maio de 2022, Brooks anunciou nas redes sociais que tinha sido dado como tratado e que se encontrava livre de cancro. A 18 de março de 2023, regressou aos relvados.

## Estatísticas de Carreira

### Clube
- Atualizado até 28 de maio de 2023

| Clube                  | Temporada         | Campeonato        | Campeonato | Campeonato | FA Cup | FA Cup | EFL Cup | EFL Cup | Outros | Outros | Total | Total |
| Clube                  | Temporada         | Divisão           | Jogos      | Golos      | Jogos  | Golos  | Jogos   | Golos   | Jogos  | Golos  | Jogos | Golos |
| ---------------------- | ----------------- | ----------------- | ---------- | ---------- | ------ | ------ | ------- | ------- | ------ | ------ | ----- | ----- |
| Sheffield United       | 2015–16           | League One        | 0          | 0          | 0      | 0      | 0       | 0       | 0      | 0      | 0     | 0     |
| Sheffield United       | 2016–17           | League One        | 0          | 0          | 1      | 0      | 0       | 0       | 3      | 0      | 4     | 0     |
| Sheffield United       | 2017–18           | Championship      | 30         | 3          | 1      | 0      | 2       | 0       | —      | —      | 33    | 3     |
| Sheffield United       | Total             | Total             | 30         | 3          | 2      | 0      | 2       | 0       | 3      | 0      | 37    | 3     |
| FC Halifax Town (emp.) | 2015–16           | National League   | 5          | 1          | —      | —      | —       | —       | —      | —      | 5     | 1     |
| AFC Bournemouth        | 2018–19           | Premier League    | 30         | 7          | 1      | 0      | 2       | 0       | —      | —      | 33    | 7     |
| AFC Bournemouth        | 2019–20           | Premier League    | 9          | 1          | 0      | 0      | 0       | 0       | —      | —      | 9     | 1     |
| AFC Bournemouth        | 2020–21           | Championship      | 32         | 5          | 3      | 1      | 2       | 0       | 2      | 0      | 39    | 6     |
| AFC Bournemouth        | 2021–22           | Championship      | 7          | 1          | 0      | 0      | 1       | 2       | 0      | 0      | 9     | 3     |
| AFC Bournemouth        | 2022–23           | Premier League    | 6          | 0          | 0      | 0      | 0       | 0       | —      | —      | 6     | 0     |
| AFC Bournemouth        | Total             | Total             | 84         | 14         | 4      | 1      | 5       | 2       | 2      | 0      | 95    | 17    |
| Total de Carreira      | Total de Carreira | Total de Carreira | 119        | 18         | 6      | 1      | 7       | 2       | 5      | 0      | 137   | 21    |

1. ↑  Jogos no EFL Trophy
2. ↑  Jogos nos play-offs do Championship

### Internacional
- Atualizado até 26 de junho de 2021.[43]

| Seleção       | Ano   | Jogos | Golos |
| ------------- | ----- | ----- | ----- |
| País de Gales | 2017  | 2     | 0     |
| País de Gales | 2018  | 7     | 0     |
| País de Gales | 2019  | 3     | 1     |
| País de Gales | 2020  | 4     | 1     |
| País de Gales | 2021  | 5     | 0     |
| Total         | Total | 21    | 2     |

| Nº | Data                   | Local                                        | Internacionalização | Adversário | Placar | Resultado | Competição                      |
| -- | ---------------------- | -------------------------------------------- | ------------------- | ---------- | ------ | --------- | ------------------------------- |
| 1  | 8 de junho de 2019     | Stadion Gradski vrt, Osijek, Croácia         | 11                  | Croácia    | 1–2    | 1–2       | Qualificação para o Euro 2020   |
| 2  | 15 de novembro de 2020 | Cardiff City Stadium, Cardiff, País de Gales | 15                  | Irlanda    | 1–0    | 1–0       | Liga das Nações 2020–21, Liga B |

## Títulos
AFC Bournemouth
- Vice-campeão do Championship: 2021–22[44]

Individual
- Bola de Ouro do Torneio de Toulon: 2017
- Melhor XI do Torneio de Toulon: 2017[45]
- Futebolista Galês do Ano: 2018[46]